# Видакович, Милован
Милован Видакович (серб.  Милован Видаковић; 1780, Неменкутье, Османская империя — 1841, Пешт, Австрийская империя) — сербский писатель и поэт.  Видный представитель и распространитель славяносербского языка. 

## Биография
На протяжении нескольких поколений предки Видаковича были гайдуками, вооруженными борцами за свободу.
В детстве Милован вместе с отцом переселился в габсбургские владения, в город Ириг, затем был учителем гимназии в Нови-Саде, давал частные уроки. Жил в Сегеде, Нови-Саде, Тимишоаре, Пеште, Кежмароке и Пожони (Братиславе). 
Деятельность М. Видаковича совпала с первыми трудами Вука Караджича, который был защитником литературных прав чисто-народного сербского языка против, так названного, славянского или славяносербского, господствовавшего в Сербии в конце XVIII — начале XIX века. М. Видакович, вначале был противником и не сразу принял реформу Вука и стал писать романы, которые чрезвычайно нравились сербской публике, несмотря на то, что автор не успел ещё отрешиться от общепринятых литературных традиций и народный язык иногда искажал старыми книжными выражениями и словами.

## Творчество
В своё время популярный и влиятельный писатель. Современники называли его «сербским Вальтером Скоттом». Считается отцом современного сербского романа.
Ему принадлежат романы:
- «Любомир и Елисиуму или Светозар и Драгиня» (1814, 1857—58);
- «Кассиа царица или травезиран Октавиан» (Будим, 1827);
- «Силоан и Милена» (1829);
- «Благовонный крин целомудренныя любве» (1811);
- стихотворный роман «Усамленый юноша» (1810);
- поэмы: «История о прекрасном Иосифе» (1805, 1810);
- «Младый Товиа» (1825);
- «Путешествие у Иерусалим на великий праздник» (рукопись);
- «Песнь о св. Георгию» (рукопись),

а также:
- «Любовь к младой мизи сербской» (1813);
- «Слово нагробное Дукичу» (1823).

Он автор «Славенской грамматики» (оставшейся в рукописи). Его «Историа словено-сербскога народа» (4 ч., Белград, 1833—1835) составляет пересказ «Краткой истории Сербии» Раича.